# Cydosia hyva
Cydosia hyva là một loài bướm đêm trong họ Erebidae.